# دولة ذات سيادة

الدول ذات السيادة باللون الأزرق.

الدولة ذات السيادة (بالإنجليزية: Sovereign state)‏ في القانون الدولي، كيان سياسي تعبر عنه حكومة مركزية لها سيادة على منطقة جغرافية معينة. يُعرِّف القانون الدولي الدولة ذات السيادة بأنها كيان يأوي سكانًا دائمين، ولها حدود جغرافية معروفة، وحكومة واحدة، وقدرة على الدخول في علاقات مع غيرها من الدول ذات السيادة. ومن المفهوم أن الدولة ذات السيادة لا تخضع، ولا تعتمد عليها من الدول أو القوى.
طبقًا للنظرية التصريحية عن الدولة، قد توجد الدولة دون الحصول على اعتراف الدول ذات السيادة الأخرى. ولكن الدول غير المعترف بها ستجد صعوبة في إبرام المعاهدات أو الدخول في العلاقات الدبلوماسية مع الدول الأخرى.

## سيادة وستفاليا
سيادة وستفاليا مفهوم عن سيادة الدولة القومية، يُبنى على الإقليمية وغياب دور العوامل الخارجية في البنى المحلية. إنها منظومة دولية، من الدول والشركات متعددة الجنسيات ومنظمات بدأت مع صلح وستفاليا في عام 1648.
يُساء استخدام مصطلح السيادة. فلم ينتشر مفهوم «معيار الحضارة» الراديكالي حتى القرن التاسع عشر لوصف بعض الشعوب في العالم بـ«غير المتحضرين»، وبالتالي يفتقرون إلى الاجتماع المنظم. انعكس هذا المفهوم وتبلور في «سيادتها» المنقوصة عن غيرها أو تامة الفقر عند مقارنتها بشعوب «المتحضرين». قال ليسا أوبنهايم: «لا يوجد مفهوم أكثر جدلية من مفهوم الدولة ذات السيادة. إذ لم يحظ هذا المفهوم بإجماع على معناه منذ إدخاله في العلوم السياسية وحتى اليوم.» يرى هيربرت فير إيفات من المحكمة العليا الأسترالية أن «السيادة مسألة لا تخضع لمجال الحقيقة ولا لمجال القانون، بل إنها مسألة لا تنشأ على الإطلاق.»
دل مصطلح السيادة على معانٍ متعددة مع تطور مبدأ حق تقرير المصير ومنع التهديد أو استخدام القوة، مثل القواعد الآمرة في القانون الدولي الحديث. عبر ميثاق الأمم المتحدة ومسودة إعلان حقوق وواجبات الدول، وميثاق المنظمات الإقليمية، عن رؤيتهم حول تساوي الدول من حيث تمتعها بالحقوق وأدائها للواجبات بناءً على حقيقة وجودها كأفراد خاضعين للقانون الدولي. يُعترف بحق الدول في تقرير المصير وتحديد حالتها السياسية وممارسة سيادتها الدائمة في حدود أراضيها.
تُعرَّف السيادة في العلوم السياسية بأنها سمة جوهرية للدولة، وتظهر في شكل الاكتفاء الذاتي الكامل خلال حدود معينة؛ أي سيادتها في مجال السياسة المحلية واستقلال السياسة الخارجية.
سُميت سيادة وستفاليا بهذا الاسم تيمنًا بمعاهدة وستفاليا لعام 1648، وتُعتبر «فصلًا واضحًا بين الدين والدولة، وتعترف بحق الأمراء في (تديين) الدولة؛ أي في تحديد الصبغة الدينية لمملكتهم بناءً على المبدأ البراغماتي [الدول على دين ملوكها].» طبقًا لبريان تيرنر.
تمتعت الدول ذات السيادة قبل عام 1900 بحصانة مطلقة من العمليات القضائية، المشتقة من مفاهيم السيادة والمساواة الوستفالية للدول. كانت الصياغة الأولى على يد جان بودان، تُعتبر سلطة الدول كاملة السيادة على أراضيها وحدودها. وبناءً على ذلك، تطورت الاجتهادات الفقهية بالتوازي مع كفالة الحصانة من مقاضاة دولة أجنبية في محكمة محلية. كتب كبير قضاة محكمة الولايات المتحدة العليا جون مارشال في قضية سكونر إكستشانج ضد مفادون أن «المساواة الكاملة والاستقلال المطلق للدول ذات السيادة» أقامت فئة من القضايا «تُفهم منها السيادة بارتباطها بتنازل جزئي عن ممارسة السلطة الحصرية على المناطق الخاضعة لها، وهي صلاحية مكفولة لكل دولة».
لم تعد الحصانة المطلقة مقبولة على نطاق واسع كما كان في الماضي، تقدم بعض الدول مفهومًا بديلًا، يشير إلى الحصانة الجزئية، مثل الولايات المتحدة وكندا وسنغافورة وأستراليا وباكستان وجنوب إفريقيا، وهو مفهوم يعبر بصراحة عن حدود صلاحيات الحصانة إلى الأفعال العامة، وليس الأفعال الخاصة أو التجارية، مع عدم وجود تعريف واضح لماهية الأفعال العامة وما يميزها عن الخواص.

## الاعتراف
يدل الاعتراف بالدولة على قرار دولة ذات سيادة بمعاملة كيان آخر باعتباره دولة ذات سيادة. قد يُعبر عن الاعتراف صراحةً أو ضمنيًا، ويكون هذا الاعتراف بأثر رجعي. لا يدل الاعتراف بالضرورة على رغبة في إقامة علاقات دبلوماسية أو الحفاظ عليها.
لا يوجد تعريف يجمع كل أعضاء المجتمع الدولي حول شروط إقامة الدولة. من الناحية العملية، فإن الشروط سياسية وليست قانونية. استشهد ل. س. غرين بالاعتراف ببولندا وتشيكوسلوفاكيا في الحرب العالمية الأولى، ويشرح «لأن الاعتراف بالدول مسألة تقديرية، فمن المقبول لأي دولة أن تقبل بأي كيان آخر وتعترف به كدولة، بغض النظر عن وجود حدود أو حكومة.»
هناك العديد من النظريات في القانون الدولي حول الاعتراف بالدول وسيادتها.

### النظرية التأسيسية
تنص النظرية التأسيسية عن الدولة على أن الدولة تُعتبر فردًا في نظر القانون الدولي، إذا، وإذا فقط، اعترفت بها دولة أخرى ذات سيادة على الأقل. طُورت تلك النظرية عن الاعتراف في القرن التاسع عشر. تكون الدولة ذات سيادة إذا اعترفت بها دولة أخرى ذات سيادة بموجب هذه النظرية. لا تكون الدول الجديدة عضوًا في المجتمع الدولي في الحال، طبقًا لهذه النظرية، وكذلك لا يتوجب على الدول المعترف بها احترام القانون الدولي في تعاملاتها معهم. اعترف المرسوم الأخير في مؤتمر فيينا بـ39 دولة ذات سيادة فقط في المنظومة الدبلوماسية الأوروبية، ونتيجة لذلك ثبت أن الدول المستقبلية سيتوجب عليها نيل الاعتراف من غيرها من الدول، وهذا يعني في الواقع العملي أن تنال اعتراف واحدة أو أكثر من دولة كبرى.
يُنتقد هذا القانون بشأن الارتباك الناشئ عنه عندما تعترف بعض الدول بكيان جديد دون الدول الأخرى. يقترح هيرش لوترباخت، أحد مؤيدي النظرية، أن واجب الدولة منح الاعتراف كحل ممكن. ربما تستخدم دولة ما هذه الشروط للحكم إذا توجب عليها منح الاعتراف، ولا يكون عليها إلزام باستخدام مثل تلك الشروط. ربما تعترف دول عديدة أخرى بدولة ما إذا لعبت تلك الدولة لصالحها.

قال إل. إف. إل. أوبنهايم في 1912 التالي بشأن النظرية التأسيسية: 
«لا يقول القانون الدولي أن الدولة غير موجودة في حالة عدم الاعتراف بها، ولكنها لا تنال الاهتمام قبل الاعتراف بها. فخلال الاعتراف فقط وحصريًا تصبح الدولة عضوًا دوليًا وخاضعة للقانون الدولي».

### النظرية التصريحية
تنص النظرية التصريحية عن الدولة، على النقيض، على أن الدولة تكتسب مكانتها عضوًا خاضعًا للقانون الدولي إذا طابقت الشروط الآتية: 1) لها أرض معروفة، 2) لها سكان دائمون، 3) لها حكومة، 4) لها قدرة على الدخول في علاقات مع دول أخرى. طبقًا للنظرية التصريحية عن الدولة، لا يعتمد كيان الدولة على اعتراف الدول الأخرى، في حالة أن سيادتها لم تُكتسب بالقوة العسكرية. تعبر اتفاقية مونتفيدو المبرمة في عام 1933 عن نموذج النظرية التصريحية عن الدولة.
تصرح المادة الثالثة من اتفاقية مونتفيدو أن الإنشاء السياسي للدولة مستقل عن اعتراف الدول الأخرى بها، وأن للدولة حق الدفاع عن نفسها. وهذا على عكس ما نصت عليه النظرية التأسيسية، التي تشترط اعتراف الدول الأخرى بالدولة لتنال السيادة. كانت المادة 11 من الاتفاقية من الأجزاء المهمة منها، وتنص على تحريم استخدام القوة العسكرية لنيل السيادة.
كان هناك رأي مثيل حول «شروط تكوين كيان ما لدولة»، عبرت عن هذا الرأي السوق الأوروبية المشتركة، في آراء لجنة تحكيم بادنتر، ووجد أن السمة التعريفية للدولة تنشأ من وجود أرض وسكان وحكومة وقدرة على الدخول في العلاقات مع الدول الأخرى.